# Władysław Mitkowski (1619-1661)
Władysław Mitkowski (ur. 7 lipca 1619 w Krakowie, zm. 9 września 1661 na Bielanach krakowskich) – polski lekarz, prezbiter i zakonnik kamedulski.

## Życiorys
Urodził się w Krakowie 7 lipca 1619 w rodzinie Jana Mitkowskiego doktora medycyny i profesora Akademii Krakowskiej. Uczył się w krakowskiej uczelni i w latach 1637 i 1640 zdobył stopnie filozoficzne. Rozpoczął studia medyczne, które kończył w Padwie i w 1645 otrzymał dyplom doktora medycyny. 
W 1647 objął obowiązki lekarza w szpitalu św. Urszuli zakonu św. Jana Bożego. W 1649 został lekarzem biskupa poznańskiego Andrzeja Szołdrskiego i w następnym roku był lekarzem kapituły poznańskiej. W 1653 wraz z Wojciechem Wężykiem sekretarzem królewskim i kustoszem krakowskim przybył do Krakowa. W 1655 uszedł na Węgry z powodu potopu szwedzkiego.
W dwa lata później powrócił do kraju, obrał stan kapłański i 11 listopada 1658 został wyświęcony na kapłana. Pod koniec następnego roku wstąpił do eremu kamedułów na Bielanach pod Krakowem i przyjął imię Paweł. Zmarł 9 września 1661 w kamedulskim klasztorze.